# Anatolij Beloglazov
Anatolij Oleksijovič Beloglazov (ukrajinsky Анатолій Олексійович Бєлоглазов, rusky Анатолий Алексеевич Белоглазов; * 16. září 1956 Kaliningrad, Sovětský svaz) je bývalý sovětský zápasník, volnostylař. V roce 1980 na olympijských hrách v Moskvě v kategorii do 52 kg vybojoval zlatou medaili.
Jeho bratr, dvojče, je Sergej Beloglazov.